# Dominique Boullier
Pour les articles homonymes, voir Boullier.
Dominique Boullier est un sociologue français né à Rennes en 1954, rédacteur en chef de la revue Cosmopolitiques, professeur des universités et spécialiste des usages du numérique et des technologies cognitives. En 1987, sous la direction de Gérard Althabe, il a soutenu une thèse de sociologie à l’École des hautes études en sciences sociales intitulée Du rapport de générations dans le champ résidentiel. La construction des groupes d’âge adolescent.
Puis, tout en continuant son activité professionnelle, il prépare une habilitation à diriger la recherche en sciences de l'information et de la communication qu’il présente en 1995 à l'Université Bordeaux III.
Il est également diplômé en sciences du langage à l'Université Rennes 2 Haute Bretagne (1990).

## Biographie professionnelle
Avant de devenir professeur des universités, Dominique Boullier exerce plusieurs activités professionnelles. Étudiant à l'IUT de Rennes - Département de Carrières Sociales de 1972 à 1974, il fut ensuite éducateur de jeunes délinquants (CREAI de Bretagne de 1974 à 1980), soignant en institution psychanalytique (Centre Psychothérapique de Nantes de 1980 à 1981), chercheur contractuel en sociologie (association ARES, Rennes de 1982 à 1989), créateur et chef d'entreprise en documentation technique et ergonomie des interfaces homme-machine (Euristic Média de 1989 à 1996). Il fut aussi chercheur pendant un an (1985-1986) à l'Université de Californie (Berkeley), à l'Institute for Urban and Regional Development (IURD), le laboratoire de Manuel Castells.
Nommé professeur des Universités en sciences de l'information et de la communication à l'Université de technologie de Compiègne (1996 à 2005), il y crée en 1997 avec Jean-Paul Barthès, le DESS DICIT (Diplôme en Ingénierie de Communication Industrielle et Technologique: concepteurs-rédacteurs en documentation technique), l'une des deux premières formations universitaires à distance, sur la plate-forme Lotus Notes et LearningSpace (pl). Membre (1996-2005) puis directeur (à partir de 1998) de l'unité de recherche en sciences humaines COSTECH (Connaissance, Organisation, Systèmes Techniques) à la suite de Bernard Stiegler et de John Stewart, il fut également chargé de mission auprès du directeur du département STIC (Sciences de l'information et de la communication) du CNRS, Francis Jutand, de 2000 à 2004.
En 2002, il créa le LUTIN (Laboratoire des Usages en Technologies d'Information Numérique) à la Cité des sciences et de l'industrie de Paris (Unité Mixte de Services du CNRS) qu’il dirigea jusqu’en 2007.
Par la suite, professeur des universités en sociologie à l'Université de Rennes II (2005-2009), il dirige le Laboratoire d'Anthropologie et de Sociologie (LAS) succédant ainsi à Armel Huet. En 2007, il est à l’origine, avec Alain Somat (professeur à l’Université de Rennes 2), de la création de la plateforme d’observation des usages des technologies de l'information et de la communication « LOUSTIC » déposée par la Maison des Sciences de l'Homme en Bretagne dans le cadre du contrat de Plan État-Région 2007-2013.
Il est depuis septembre 2009, professeur des universités en sociologie à Sciences Po (Paris), chargé de mission pour les stratégies numériques auprès du directeur, Richard Descoings jusqu’à sa disparition, émérite depuis septembre 2023. Il fut membre du médialab dont il fut le coordonnateur scientifique avec Bruno Latour de 2009 à 2013. Il a donné des cours en « sociologies de la communication », sur les «enjeux socio-politiques du numérique ». Il assure aussi depuis septembre 2010, un cours intitulé « Digital City » pour le programme d'urbanisme de Sciences-Po intitulé « Governing the Large Metropolis » puis un cours « Digital Strategies for European Cities » (centré sur les enjeux écologiques de la transition numérique et inversement. De 2012 à 2015, il fut directeur exécutif du programme Forccast (Formation par la cartographie des controverses à l'analyse des sciences et des techniques), programme retenu dans le cadre des investissements d'avenir Idefi (formations innovantes). Ce programme d'innovation pédagogique visait à développer des méthodes actives d'enseignement en mettant les étudiants en position d'exploration des controverses, de production de vidéos et de sites web, de mises en situation de simulations, de débats ou de jeux de rôles. Il s'est aussi investi dans le pilotage de la pédagogie numérique à Sciences Po et a participé à la création de plusieurs MOOC (dont celui de Bruno Latour, Scientific Humanities), en tentant de les rendre innovants alors que le standard des plates-formes actuelles pousse, selon lui, vers la reproduction de schémas pédagogiques de transmission sans aucune pédagogie active réelle. Il a publié plusieurs articles, tribunes et interventions dans les médias sur ce thème et plus récemment à propos de ChatGPT dont il a soutenu l’interdiction à Sciences Po pour les examens (article dans AOC).
De décembre 2015 à la fin 2016, il a dirigé le Social Media Lab de l’École polytechnique fédérale de Lausanne (EPFL) et y a enseigné un cours en Sciences Humaines et Sociales (SHS) intitulé "Enjeux socio-politiques du numérique". Après avoir soutenu la dissolution de son laboratoire par la direction, il a rejoint le Digital Humanities Institute, récemment créé pour contribuer au nouveau master en Digital Humanities, avec notamment Frédéric Kaplan et Franco Moretti. Il y a enseigné le cours de "Quantification of user experience" pendant 2 ans. Il a quitté l'EPFL en Août 2019 pour retrouver son poste à Sciences Po et rejoindre le Centre d’Études Européennes et de Politique Comparée. Il a lancé en Septembre 2019 un nouveau cours de master inédit sur l'étude des propagations (en ligne et sur site) dans le cadre de l'Ecole des Affaires Publiques et au campus de Reims.Ce cours et les travaux de ses étudiants ont nourri le livre « Propagations » sorti en 2023 chez Armand Colin.

## Activités politiques
Outre ses activités scientifiques, Dominique Boullier est aussi engagé politiquement tant au niveau local que national. Dans les années 1970, il exerce des responsabilités locales au sein de la LCR de Rennes (jusqu’en 1975) ainsi qu’au sein de la CFDT d'Ille-et-Vilaine (jusqu’en 1978).
Il contribua, par la suite, à créer Génération écologie (dirigée par Brice Lalonde) en 1991 en Bretagne dont il fut membre du bureau national (1992 à 1994). Leader départemental de Génération écologie, il se présente à plusieurs élections : aux élections régionales de 1992, puis aux élections législatives de 1993 (circonscription Rennes-Sud, score 12,66 %) et enfin aux élections cantonales de 1994 (canton de Rennes-Nord, score 5,76 %). En 1994, il quitte cette organisation avec Noël Mamère puis devient membre du bureau national de Convergences écologie solidarité de 1994 à 1998, année de l'entrée collective de cette organisation au sein du parti Les Verts (France).
Durant cette période, Dominique Boullier fut membre à plusieurs reprises du CNIR des Verts, qu'il quitte en 2008.
Élu au conseil municipal de la ville de Rennes sur la liste d'Edmond Hervé en qualité de membre de Convergences Écologie Solidarité, il est nommé adjoint à l'environnement et aux nouvelles technologies (1995-2001). En tant qu'adjoint, il fut l'initiateur du projet de résidence Salvatierra, premier immeuble de 40 logements HQE en France, inauguré en 2002, et du Premier Forum de l'Internet coopératif en 1998 à Rennes. Ulcéré par les « arrangements et coteries » - qu’il dénoncera dans un entretien accordé à la presse régionale - au sein d’un conseil municipal où les élus Verts sont selon lui, « une minorité dans la majorité », il ne briguera pas un second mandat aux élections municipales de 2001. Il se présente, en 2004, aux élections cantonales (canton de Hédé) sur la liste des Verts ayant parmi ses opposants Jean-Louis Tourenne, qui sera président du conseil général d'Ille-et-Vilaine.
Il tient un blog sur Mediapart depuis 2010.

## Activités éditoriales et publications
Dominique Boullier a dirigé et contribué à plusieurs revues. De 2001 à 2004, il fut rédacteur en chef des Cahiers du Numérique. À l'initiative de la revue Cosmopolitiques (2002), il en est resté le rédacteur en chef depuis son origine jusqu'à sa mise en sommeil en 2012. Il a dirigé plusieurs numéros de cette revue.
Il publie plusieurs ouvrages dans des spécialités variées mais son travail de recherche concerne avant tout les usages du numérique. Ses travaux commencèrent 1982 avec les évaluations des usages du Minitel, pour des recherches contractuelles sur les usages des TIC. Il étudie ainsi toutes les nouvelles technologies grand public émergentes (CB, messageries, internet) puis, à partir des années 1990, ses recherches se centrent sur les usages des TIC dans les entreprises (santé, transport, sécurité, bâtiment, notamment). Il contribue au courant dit de l'analyse des usages, comprenant aussi les études de réception de la télévision, et plus récemment il participe aux convergences avec les sciences cognitives à travers l'étude du document numérique, des jeux vidéo (Lutin Game Lab) et des univers virtuels (Solipsis).
Il est le créateur du concept d'habitèle, néologisme permettant de désigner la compétence humaine à porter nos appartenances comme une nouvelle enveloppe (après l'habit, l'habitat, et l'habitacle) qui offre un nouveau cadre théorique à l'analyse des usages du téléphone mobile et des identités numériques. Cela le conduit à traiter les données dites personnelles comme des données relationnelles et à repenser le "personal data ecosystem" en termes anthropologiques d'enveloppe numérique.
Il a développé des recherches et des enseignements sur les politiques des architectures numériques, dans la lignée de L. Lessig, en proposant d'insister avant tout sur la préservation politique du pluralisme de ces architectures (selon une philosophie étendue du pluralisme inspirée de M. Walzer). Il a notamment appliqué cette approche pour critiquer l'âge de la prédation (sur internet actu) de la part des plateformes numériques et pour montrer les différentes politiques des villes intelligentes.
Dans cette défense du pluralisme, il se sert d'une boussole dite "cosmopolitique" qu'il a proposé en 2003 et qui permet de proposer une carte heuristique des politiques possibles pour un domaine donné. Cette boussole est cosmopolitique parce qu'elle ouvre à chaque fois sur une recomposition possible des attachements et des incertitudes qui constitue une piste d'innovation politique. Elle l'est aussi car elle impose de penser comment toutes les parties prenantes constituent ensemble un intérieur, un cosmos, dont il n'est pas possible de s'échapper ou de surplomber, comme le voulaient les modernes. Il suit en cela totalement les orientations de Bruno Latour dans son anthropologie des modernes. La boussole cosmopolitique ainsi que l'habitèle sont cependant des tentatives jumelées de penser les intérieurs comme enveloppes dans la lignée des sphères de Peter Sloterdijk. Les boussoles des villes, celle des données urbaines et surtout celle de l’attention ont été réutilisées largement depuis par d’autres auteurs. Elle constitue la base de son programme de travail pour l’éméritat, centré sur la production d’un principe de formation fondé sur un « Strategic Thinking » (bien distinct du Design Thinking) qu’il a présenté notamment à Cerisy lors d’un colloque sur l’université et la créativité en Juillet 2023.
Il a mis en place durant l'année 2015 à la Fondation Maison des Sciences de l'Homme un séminaire sur les "sciences humaines et sociales troisième génération" (SHS3G) qui rassemble des chercheurs soucieux de comprendre ce que le Big Data fait aux sciences sociales. L'invention de la société puis de l'opinion doivent être complétées par l'invention d'une théorie des répliques (ou vibrations en anglais) capables de traiter les traces innombrables désormais collectées sur les plates-formes du web. La comparaison avec l'époque de Durkheim et le triomphe des statistiques pour penser "la Société" (première génération) et avec l'époque de Gallup et le lancement des sondages pour produire "l'Opinion publique" (seconde génération) permet de fixer les tâches nécessaires pour produire une nouvelle convention pour la réinvention d'autres sciences sociales, qui complètent les précédentes. Ces travaux ont débouché après 7 ans de recherche sur un livre «Propagations. Un nouveau paradigme pour les sciences sociales », paru en 2023 chez Armand Colin. Divers domaines d’études des propagations en sciences sociales sont étudiés (épidémiologie, innovation, finance, évolutionnisme culturel, rumeurs, foules) et les réseaux sociaux dont Twitter constitue le cœur de la méthode proposée : suivre les propagations et le pouvoir d’agir des entités qui circulent puisque les plateformes numériques permettent de les suivre à un grain très fin, et non se contenter de repérer le rôle des structures sociales (les groupes d’appartenance qu’on visualise à travers les graphes de liens) ou le rôle des influenceurs et de leurs préférences individuelles (les nœuds du réseau). Ce projet s’applique en particulier à la circulation des mèmes, malgré les limites reconnues de la mémétique. L’ouvrage propose une offre diplomatique à toutes les sciences sociales, en permettant de donner sa place à chaque point de vue (structures sociales, préférences individuelles, propagations) sans prétendre jamais expliquer le tout et rejeter les autres explications, mais en vérifiant que l’approche choisie est la plus pertinente pour l’objet et qu’elle mobilise les bonnes méthodes (exemple d’erreurs cumulées: étudier une ola de stade en termes de structures sociales à partir d’interviews). Le livre est accompagné de vidéos courtes disponibles sur la chaine vidéo de D. Boullier et sur la chaine du CEE de Sciences Po.
Il intervient à plusieurs reprises dans le débat public pour la régulation des plateformes numériques et en particulier des médias sociaux pour lutter contre ce qu'il appelle le "réchauffement médiatique", qui vise la haute fréquence et la réactivité abusive des propagations sur ces plateformes.
Il a créé une chaine YouTube de courtes vidéos sur le numérique (47 fois 2 minutes 30)issues d'un Mooc développé sur mobile pour Sciences Po. Il publie notamment dans la revue en ligne AOC (par exemple sur ChatGPT, Roblox, les émeutes en 2022-2023) et The Conversation.

### Ouvrages
- Propagations. Un nouveau paradigme pour les sciences sociales,  Armand Colin, 2023.
- Puissance des plateformes numériques, territoires et souverainetés, Research paper, Sciences Po Chaire Digital, Gouvernance et Souveraineté, Mai 2021. (v2 avril 2022).
- Comment sortir de l'emprise des réseaux sociaux, Paris, Le Passeur éditeur, 2020.
- Sociologie du Numérique, Paris, Armand Colin, 2016 (2nde édition 2019).
- Sociologie du Numérique, Paris, Armand Colin, 2016. (ISBN 9782200291655)
- Evénements et sécurité. Les professionnels des climats urbains, Paris, Les Presses des Mines, 2012 (avec Stéphane Chevrier et Stéphane Juguet)
- Opinion mining et sentiment analysis. Méthodes et outils, Open Press Éditions (collection Sciences Po médialab), 2012 (avec Audrey Lohard) disponible en freemium.
- La ville évènement, Collection "La ville en débat", PUF, 2010
- La Télévision telle qu’on la parle. Trois études ethnométhodologiques, Paris, L’Harmattan, 2004.
- Déboussolés de tous les pays !, Paris, Éditions Cosmopolitiques, 2003.
- L’Outre-lecture. Manipuler, (s’)approprier, interpréter le Web, Paris, Bibliothèque Publique d’Information/Centre Pompidou, 2003 (avec Franck Ghitalla et alii).
- Derrière chez moi… l’intérêt général, Paris, Textuel, 2001 (collection « Le Génie associatif »).
- Les Sapeurs-pompiers : des soldats du feu aux techniciens du risque, Paris, PUF, 2000 (avec Stéphane Chevrier).
- L’Urbanité numérique. Essai sur la troisième ville en 2100, Paris, L’Harmattan, 1999.
- Gare du Nord, Mode d'emploi, Paris, Plan Urbain - RATP - SNCF, 1994 (avec Isaac Joseph)
- Les Mots pour le faire. Conception des modes d'emploi, Paris, Ed. Descartes, 1992 (avec Marc Legrand).